# Веме (департамент)
Ве́ме (фр. Ouémé) — департамент Бенина, находится на юго-востоке страны. Административный центр — столица государства город Порто-Ново.

## География
Граничит с Нигерией на юго-востоке; с департаментами: Плато — на востоке, Зу — на севере, Атлантический и Литораль — на западе. На юге омывается водами залива Бенин.

## Административное деление

Коммуны департамента Веме.

В департаменте выделено 9 коммун:
- Авранку (фр. Avrankou)
- Агегес (фр. Aguégués)
- Аджарра (фр. Adjarra)
- Аджоун (фр. Adjohoun)
- Акпро-Мисерете (фр. Akpro-Missérété)
- Бону (фр. Bonou)
- Дангбо (фр. Dangbo)
- Порто-Ново (фр. Porto Novo)
- Семе-Кподжи (фр. Sèmè-Kpodji)